# No Way Out (песня Фила Коллинза)
No Way Out — песня певца и барабанщика Фила Коллинза из мультфильма студии Disney «Братец медвежонок».

## Производство
Две разные версии песни включены в саундтрек. Одна длится 4:18 и управляется роком, в то время как другая длится 2:37 минут и более мягкая версия с клавишными инструментами.

## Международные версии
Песня, наряду с песнями «On My Way», и «Welcome» исполнялась Филом Коллинзом на итальянском, французском, немецком и испанском языках.

## Список композиций
1. "No Way Out"
2. "No Way Out" (Radio Edit)
3. "No Way Out" (Instrumental)

## Чарты
| Чарт (2004)          | Высшая позиция |
| -------------------- | -------------- |
| German Singles Chart | 74             |